# Air Comet
Air Comet, ранее известная как Air Plus Comet, — бывшая авиакомпания Испании со штаб-квартирой в Мадриде, осуществлявшая чартерные и регулярные дальнемагистральные пассажирские перевозки из Мадрида в 13 пунктов назначения в Центральной и Южной Америки.
Портом приписки авиакомпании и её главным транзитным узлом (хабом) являлся международный аэропорт Барахас в Мадриде. Компания работала в партнёрских соглашениях с боливийской AeroSur и другими известными перевозчиками.

## История
11 декабря 1996 года в связи с финансовыми проблемами прекратила работу небольшая испанская авиакомпания «Oasis Airlines», эксплуатировавшая единственный пассажирский самолёт Airbus A310. Этот лайнер и большинство сотрудников прежнего перевозчика стали основной базой для вновь образуемой магистральной компании. Авиакомпания Air Plus Comet была основана 23 декабря 1996 года и начала операционную деятельность 1 марта следующего года. Базовым аэропортом перевозчика являлся мадридский аэропорт Барахас, в котором для обслуживания его рейсов использовался Терминал 1. Организация компании проходила в некоторой спешке и изначально не было выбрано её официальное название, поэтому код ИКАО «MPD» был присвоен перевозчику по первым буквам его основателей (Мата, Паскуаль и Диас).
Air Plus Comet, в-основном, работала на рынке дальнемагистральных чартерных перевозок из Мадрида и Пальмы-де-Майорка в аэропорты Америки и стран Карибского бассейна. В январе 2007 года компания сменила официальное название на Air Comet и сосредоточилась на регулярных пассажирских перевозках по тем же направлениям, взяв на себя несколько маршрутов в Латинскую Америку обнакротившейся авиакомпании Air Madrid.

### Банкротство
11 февраля 2009 года комитет ИАТА отстранил Air Comet от коммерческих перевозок в связи с невыплатой очередного взноса в январе 2009 года.
21 декабря 2009 года Верховный суд Лондона удовлетворил требования немецкого банка HSH Nordbank, связанные с невыполнением Air Comet условий оплаты платежей за арендованные воздушные суда. Таким образом, авиакомпания была юридически отстранена от эксплуатации четырёх лайнеров Airbus A330-200 и продажи билетов на свои рейсы, после чего Air Comet объявила себя банкротом и прекратила операционную деятельность.

## Маршрутная сеть
В декабре 2009 года маршрутная сеть регулярных перевозок авиакомпании Air Comet включала в себя следующие пункты назначения:
Европа
- Мадрид — мадридский аэропорт Барахас хаб

Северная Америка
- Гавана — международный аэропорт имени Хосе Марти

Южная Америка
- Богота — международный аэропорт Эль-Дорадо
- Буэнос-Айрес — международный аэропорт имени министра Пистарини
- Гуаякиль — международный аэропорт имени Хосе Хоакина де Ольмедо
- Лима — международный аэропорт имени Жоржа Чавеса
- Кито — международный аэропорт имени маршала Сукре
- Санта-Крус-де-ла-Сьерра — международный аэропорт Виру-Виру

## Флот
21 декабря 2009 года воздушный флот авиакомпании Air Comet составляли следующие самолёты:
По состоянию на 19 февраля 2009 года средний возраст воздушных судов авиакомпании Air Comet составлял 12,2 года.